# ماد (مجلة)
ماد (بالإنجليزية: Mad) هي مجلة أمريكية تأسست عام 1952، صدر العدد الأول منها في 15 نوفمبر 1952. وهي مجلة فصلية تصدر باللغة الإنجليزية. صدر منها 267,174 نسخة. قام بتأسيسها هارفي كورتزمان والناشر وليام غينس.

## وصلات خارجية
- ماد على موقع الموسوعة البريطانية (الإنجليزية)
- الموقع الرسمي